# Amanti d'oltretomba
Amanti d'oltretomba (срп. Љубавници из загробног живота) је италијански готички хорор из 1965. године. У двострукој главној улози је енглеска глумица Барбара Стил.

## Радња
Поремећени научник затиче своју жену Мурију у наручју породичног доктора. Реши да им се освети тако што их зароби и у својој лабораторији над њима спроведе своје грозоморне експерименте. Међутим, умирући, супруга му обећава да га никад неће оставити на миру. Како би сакрио њену смрт, он проналази девојку која је физички потпуно иста као убијена. Мурија одржава обећање и отежава живот у замку запоседајући научникову нову жену. Све се додатно закомпликује када у кућу дође психијатар, који се заљубљује у младу девојку. Убрзо откривају да су на мети љубоморног мужа, и да се историја понавља.
- Енглески назив филма нема везе са оригиналним – преведен је као Nightmare Castle (Замак кошмара).

## Улоге
| Глумац         | Улога         |
| -------------- | ------------- |
| Барбара Стил   | Мурија/Џени   |
| Пол Милер      | Стивен        |
| Хелга Лине     | Соланж        |
| Лоренс Клифт   | др Дерек Џојс |
| Ђузепе Адобати | Џонатан       |
| Рик Батаља     | Дејвид        |